# Franklin Nazareno
Franklin Andrés Nazareno Macías (né le 24 avril 1987 à Portoviejo) est un athlète équatorien, spécialiste du sprint.
Son meilleur temps sur 200 m est de 20 s 47 (le 3 juin 2007 à Cochabamba), tandis que sur 100 m, il a couru à trois reprises en 10 s 22, la première fois en mars 2007 à Cuenca.